# Comarca da Guarda
A comarca da Guarda é uma comarca integrada na divisão judiciária de Portugal. Tem sede em Guarda.
A comarca abrange uma área de 5 518 km² e tem como população residente 168 898 habitantes (2011).
Integram a comarca da Guarda os seguintes catorze municípios:
- Guarda
- Aguiar da Beira
- Almeida
- Celorico da Beira
- Figueira de Castelo Rodrigo
- Fornos de Algodres
- Gouveia
- Manteigas
- Mêda
- Pinhel
- Sabugal
- Seia
- Trancoso
- Vila Nova de Foz Côa

A comarca da Guarda integra a área de jurisdição do Tribunal da Relação de Coimbra.